# Wabash Cannonball
Wabash Cannonball è un brano tradizionale folk statunitense, composto nel 1882 da J.A. Roff, e portato al successo da The Carter Family in una versione da loro registrata nel 1929 e pubblicata nel 1932. Un'altra versione celebre del brano è quella di Roy Acuff del 1936.